# Суэцкий канал
Суэ́цкий кана́л (араб.  قناة السويس‎, Канат эс-Сувайс) — бесшлюзовый судоходный канал в Египте, соединяющий Средиземное и Красное моря. Зона канала считается условной границей между двумя материками, Африкой и Евразией. Кратчайший водный путь между Индийским океаном и акваторией Средиземного моря Атлантического океана: после строительства канала судам больше не нужно огибать Африку и морской путь сократился на 8 тыс. км. Суэцкий канал был открыт для судоходства 17 ноября 1869 года. Главные порты — Порт-Саид и Суэц.
Находится к западу от Синайского полуострова, имеет длину 160 км, ширину по зеркалу воды до 350 м, по дну — 45—60 м, глубину 20 м. Канал расположен в Египте между Порт-Саидом на Средиземном море и Суэцем на Красном море. На восточной стороне канала напротив Порт-Саида находится Порт-Фуад, где размещена Администрация Суэцкого канала. На западном берегу канала около Суэца находится Порт-Тауфик. На канале в районе озера Тимсах расположен крупный промышленный центр — город Исмаилия.
Канал, соединяющий Средиземное море с Суэцким заливом на Красном море, состоит из двух частей — к северу и к югу от Большого Горького озера. Течение в канале в зимние месяцы происходит из горьких озёр на север, а летом — обратно из Средиземного моря. К югу от озёр течение меняется в зависимости от приливов и отливов.
Канал позволяет водному транспорту проходить в обе стороны между Европой и Азией, не огибая Африку. До открытия канала суда разгружали, и грузы перевозили от моря к морю по суше.

## История

### Античность
Так называемый Канал фараонов, соединяющий Нил с Красным морем, был прорыт во II тысячелетии до н. э.
Возможно, проложен во времена XII династии фараоном Сенусертом III (1888—1878 года до н. э.). Канал проходил с запада на восток, через вади Тумилат, и служил для беспрепятственной торговли с Пунтом. Аристотель сообщает, что первым строителем канала считается Сесострис; Сесострис — это собирательный образ египетских фараонов, часто отождествляемый с Рамсесом II (XIII век до н. э.) или Сенусертом III (XIX век до н. э.).
Позднее строительством и восстановлением канала занимались могущественные египетские фараоны Рамсес II и Нехо II.
Геродот пишет, что Нехо II (610—595 до н. э.) начал строить канал от Нила до Красного моря, но не закончил его.
Канал был достроен около 500 года до нашей эры царём Дарием Первым, персидским покорителем Египта. В память этого события Дарий установил гранитные стелы на берегу Нила, в том числе одну близ Эль-Кабрита, в 29 километрах от Суэца.
В III веке до н. э. канал привёл в судоходное состояние Птолемей II Филадельф (285—247). Его упоминают Диодор и Страбон, о нём говорится в надписи на стеле из Пифома (16-й год правления Птолемея). Начинался он несколько выше по течению Нила, чем прежний канал, в районе Факуссы. Не исключено, впрочем, что при Птолемее был расчищен, углублён и продолжен до моря старый канал, снабжавший земли вади Тумилат пресной водой. Фарватер был достаточно широк — в нём могли свободно разойтись две триремы.
Император Траян (98—117) углубил канал и увеличил его судоходность. Канал был известен под названием «река Траяна», он обеспечивал судоходство, но затем вновь был заброшен.
После арабского завоевания Египта в 642 году канал был восстановлен. Однако в 776 году по приказу халифа Мансура его засыпали, чтобы не уводить торговые пути от центра Халифата.
В 1569 году по приказу великого визиря Османской империи Мехмеда Соколлу разрабатывался план восстановления канала, но он не был осуществлён.

### Восстановление канала

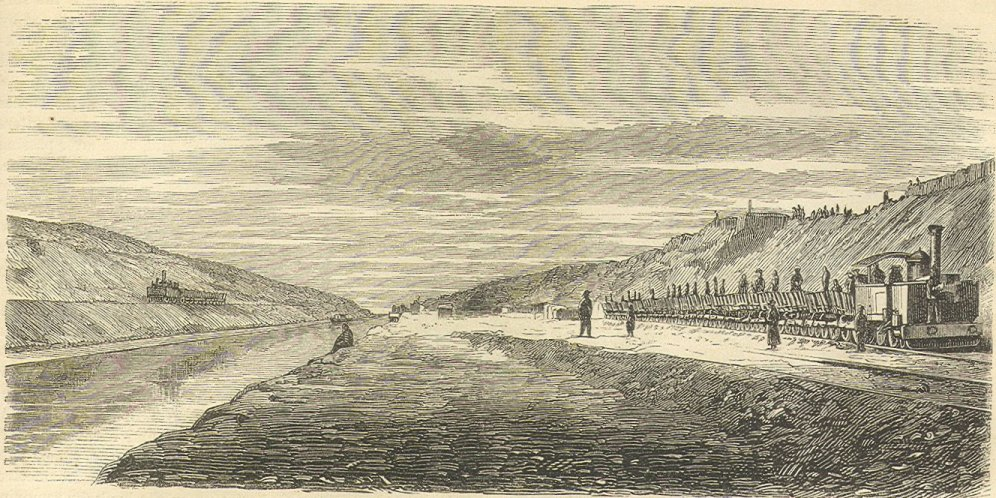
Строительство Суэцкого канала

До следующей попытки прокопать канал прошло более тысячи лет. В 1798 году Наполеон Бонапарт, находясь в Египте, рассматривал возможность строительства канала, соединяющего Средиземное и Красное моря. Производство предварительных изысканий он поручил особой комиссии во главе с инженером Лепером. Комиссия пришла к ошибочному выводу, что уровень воды Красного моря на 9,9 м выше уровня воды в Средиземном море, что не позволяло бы построить канал без шлюзов. По проекту Лепера он должен был идти от Красного моря к Нилу частью по старому пути, пересекать Нил близ Каира и кончаться в Средиземном море близ Александрии. Достигнуть особенно значительной глубины Лепер считал невозможным; его канал был бы негоден для глубокосидящих судов. Расходы на прорытие комиссия Лепера исчислила в 30—40 миллионов франков. Проект разбился не о технические или финансовые трудности, а о политические события; он был окончен только в конце 1800 года, когда Наполеон был уже в Европе и окончательно отказался от надежды завоевать Египет. Принимая 6 декабря 1800 года доклад Лепера, он сказал: «Это великое дело, но я не в состоянии осуществить его в настоящее время; быть может, турецкое правительство возьмется когда-либо за него, создаст себе тем славу и упрочит существование Турецкой империи».
В 1841 году офицеры Великобритании, производившие изыскания на перешейке, доказали ошибочность расчётов Лепера относительно уровня воды в двух морях — расчётов, против которых уже раньше протестовали Лаплас и математик Фурье, исходя из теоретических соображений. В 1846 году образовалось, отчасти под покровительством Меттерниха, международное общество Société d’etudes du canal de Suez, в котором наиболее видными деятелями были инженеры француз Талабо, англичанин Стефенсон и австриец генуэзского происхождения Негрелли. Алоис Негрелли на основании новых, самостоятельных изысканий выработал новый проект: канал должен был стать «искусственным Босфором», непосредственно соединяющим два моря, достаточным для прохода наиболее глубоководных судов. Французский дипломат Фердинанд де Лессепс поддержал, в общих чертах, проект Негрелли.

В 1855 году Фердинанд де Лессепс получил концессии от Саида-паши Египетского, с которым де Лессепс познакомился, будучи французским дипломатом в 1830-х годах. Саид-паша одобрил создание компании для целей строительства морского канала, открытого для кораблей всех стран. Проектирование канала было поручено Линан де Бельфону. 

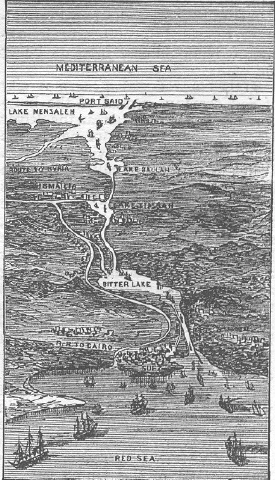
Схематичное изображение Суэцкого канала (1881)

В том же 1855 году Лессепс добился одобрения фирмана со стороны турецкого султана, но только в 1859 году смог основать в Париже компанию. В том же году началось строительство канала, которое возглавила созданная Лессепсом Всеобщая компания Суэцкого канала. Египетское правительство получило 44 % всех акций, Франция — 53 % и 3 % приобрели другие страны. По условиям концессии акционерам полагалось 74 % прибылей, Египту — 15 %, основателям компании — 10 %.
Её основной капитал равнялся 200 миллионам франков (в эту сумму исчислены были Лессепсом все издержки предприятия), разделённых на 400 тысяч паёв по 500 франков каждый; на значительную их часть подписался Саид-паша. Английское правительство, и во главе его Пальмерстон, опасаясь, что Суэцкий канал приведёт к освобождению Египта из-под власти Османской империи и к ослаблению или к потере господства Англии над Индией, ставило на пути к осуществлению предприятия всевозможные препятствия, но было вынуждено отступить перед энергией Лессепса, тем более, что его предприятию покровительствовали Наполеон III и Саид-паша, а потом (с 1863 года) его наследник — вали Исмаил-паша.
Технические трудности, стоявшие перед строителями канала, были громадны. Приходилось работать под палящим солнцем, в песчаной пустыне, совершенно лишённой пресной воды. Первое время компания должна была использовать до 1600 верблюдов только для доставки воды рабочим; но к 1863 году она закончила небольшой пресноводный канал из Нила, шедший приблизительно в том же направлении, что и древние каналы (остатками которых кое-где удалось воспользоваться), и предназначенный не для судоходства, а единственно для доставки пресной воды — сперва рабочим, потом и поселениям, которые должны были возникнуть вдоль канала. Этот пресноводный канал идёт от Заказика при Ниле на восток к Исмаилии, а оттуда — на юго-восток, вдоль морского канала, к Суэцу; ширина канала — 17 м на поверхности, 8 — по дну; глубина его в среднем только 2¼ м, местами даже значительно меньше. Его открытие облегчило работы, но всё-таки смертность среди рабочих была велика. Рабочих предоставляло египетское правительство, но приходилось использовать также европейских рабочих (всего на строительстве трудились от 20 до 40 тысяч человек). Впоследствии президент Египта Гамаль Абдель Насер, выступая 26 июля 1956 года в Александрии с заявлением о национализации Суэцкого канала, сообщил, что при строительстве канала погибли 120 тысяч египтян, что составило 3 % от тогдашнего населения страны в 4 миллиона человек. Однако по оценкам, основанным на официальных данных времён строительства канала, смертность во время строительства составила менее 1000 человек.
В 1866 году Исмаил-паша направил своего доверенного Нубар-бея в Стамбул, чтобы тот официально оформил в надлежащем порядке у султана Османской империи Абдул-Азиза факт его вступления в права вали Египта, а также подтвердил египетскую концессию на прокладку канала, призванного соединить Средиземное и Красное моря. Нубар сумел убедить султана в необходимости выделить на строительство канала баснословную сумму.
Удовлетворённый результатами визита Нубар-бея к султану, Исмаил-паша поручил ему (христианам-неиностранцам подобное доверяли редко) взять в свои руки завершение работ по Суэцкому каналу. Нубар-бей съездил в Париж, чтобы утрясти спорные вопросы между Египтом и французской компанией Суэцкого канала. Решение вопроса было вынесено на арбитраж императора Наполеона III. Египту это обошлось в 4 миллиона фунтов стерлингов. По возвращении из Парижа Нубар-бей занял кресло министра общественных работ и был удостоен титула паши. А вскоре он стал министром иностранных дел Египта.
200 миллионов франков, определённых по первоначальному проекту Лессепса, скоро закончились, в особенности вследствие громадных трат на подкупы при дворах Саида и Исмаила, на широкую рекламу в Европе, на расходы по представительству самого Лессепса и других воротил компании. Пришлось сделать новый облигационный заем в 166 666 500 франков, потом — другие, так что общая стоимость канала к 1872 году достигла 475 миллионов (к 1892 году — 576 миллионов). В шестилетний срок, в который Лессепс обещал закончить работы, построить канал не удалось. Земляные работы проводились с использованием принудительного труда бедных слоёв населения Египта (на первых этапах) и заняли 11 лет.
Первым был закончен северный участок через болото и озеро Манзала, затем — равнинный отрезок до озера Тимсах. Отсюда выемка пошла к двум огромным впадинам — давно высохшим Горьким озёрам, дно которых было на 9 метров ниже уровня моря. После заполнения озёр строители вышли на концевой южный участок.
Общая длина канала составила около 173 км, в том числе длина собственно канала через Суэцкий перешеек — 161 км, морского канала по дну Средиземного моря — 9,2 км и Суэцкого залива — около 3 км. Ширина канала по зеркалу воды — 120—150 м, по дну — 45—60 м. Глубина по фарватеру первоначально составляла 12—13 м, затем была увеличена до 20 м.
Канал официально открылся для судоходства 17 ноября 1869 года. На открытии Суэцкого канала присутствовали императрица Франции Евгения (супруга Наполеона III), император Австро-Венгрии Франц Иосиф I с министром-президентом венгерского правительства Андраши, голландский принц Виллем с принцессой, прусский кронпринц Фридрих. Никогда раньше Египет не знал таких торжеств и не принимал такое количество высоких европейских гостей. Празднование длилось семь дней и ночей и обошлось хедиву Исмаилу в 28 миллионов золотых франков. И только один пункт программы торжества не был выполнен: известный итальянский композитор Джузеппе Верди не успел закончить заказанную по этому случаю оперу «Аида», премьера которой должна была обогатить церемонию открытия канала. Вместо премьеры в Порт-Саиде был устроен большой праздничный бал. Поэт Тютчев откликнулся на торжества саркастическим стихотворением «Современное»[значимость факта?]. Право на эксплуатацию канала, согласно условиям концессии, передавалось французской «Всеобщей компании Суэцкого канала» на 99 лет (то есть до 17 ноября 1968 года).

### Эксплуатация канала в XIX веке
Канал оказал немедленное и неоценимое влияние на мировую торговлю. Шестью месяцами ранее в США была введена в действие Первая трансконтинентальная железная дорога, и весь мир можно было теперь обогнуть в рекордные сроки. Канал сыграл важную роль в экспансии и дальнейшей колонизации Африки. Внешние долги вынудили Исмаила Пашу, сменившего Саида Пашу, продать в 1875 году свою долю пая в канале Великобритании.
«Всеобщая компания Суэцкого канала» по существу стала англо-французским предприятием, Египет был отстранён и от управления каналом, и от прибылей. Фактическим хозяином канала стала Англия. Это положение ещё более укрепилось после того, как она оккупировала Египет в 1882 году. Представители Египта в состав Административного совета компании Суэцкого канала были введены лишь в 1937 году.
В 1888 году в Стамбуле была подписана Международная конвенция с целью создания определённой системы, предназначенной гарантировать всем государствам свободное плавание по каналу.

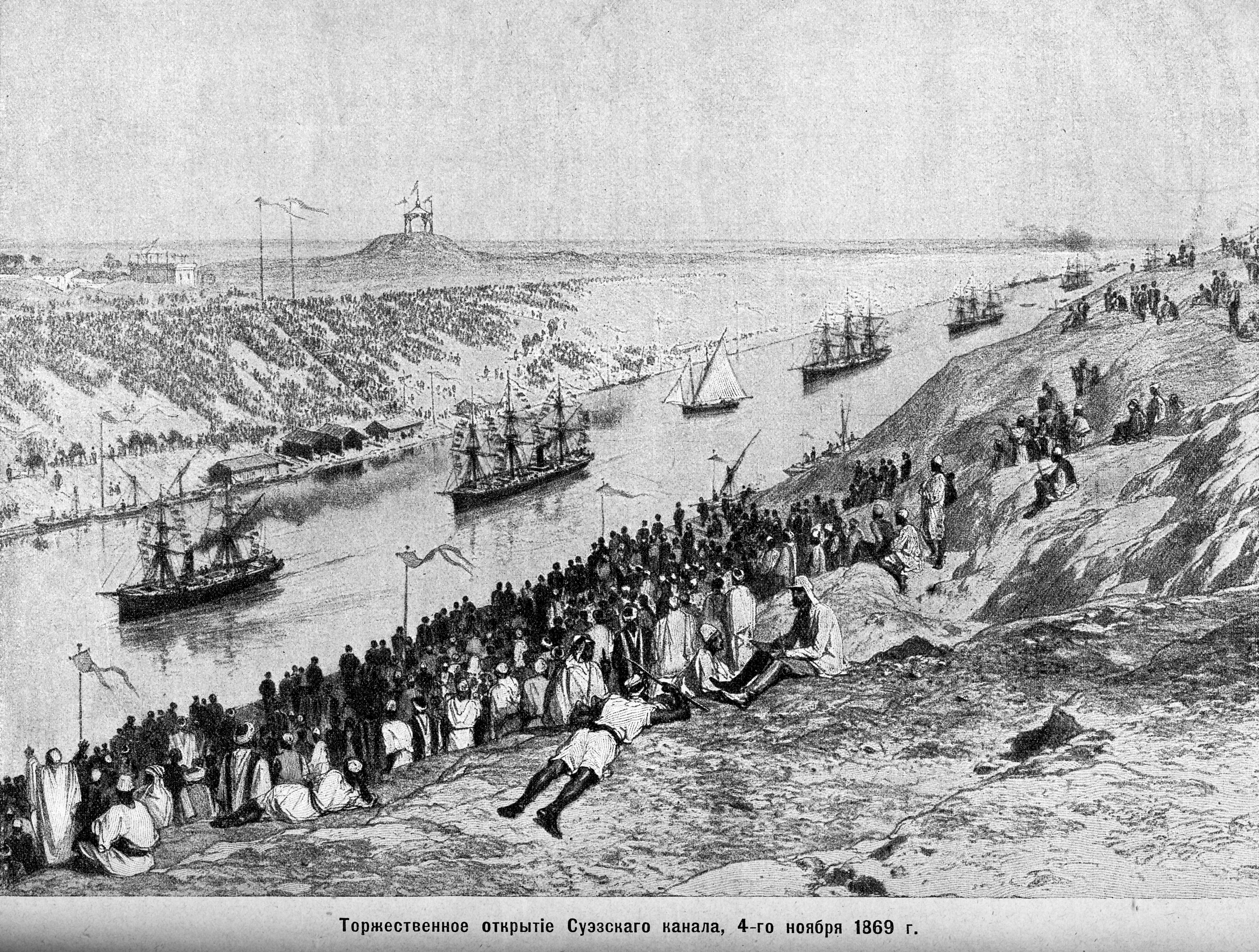
Торжественное открытие Суэцкого канала, 1869
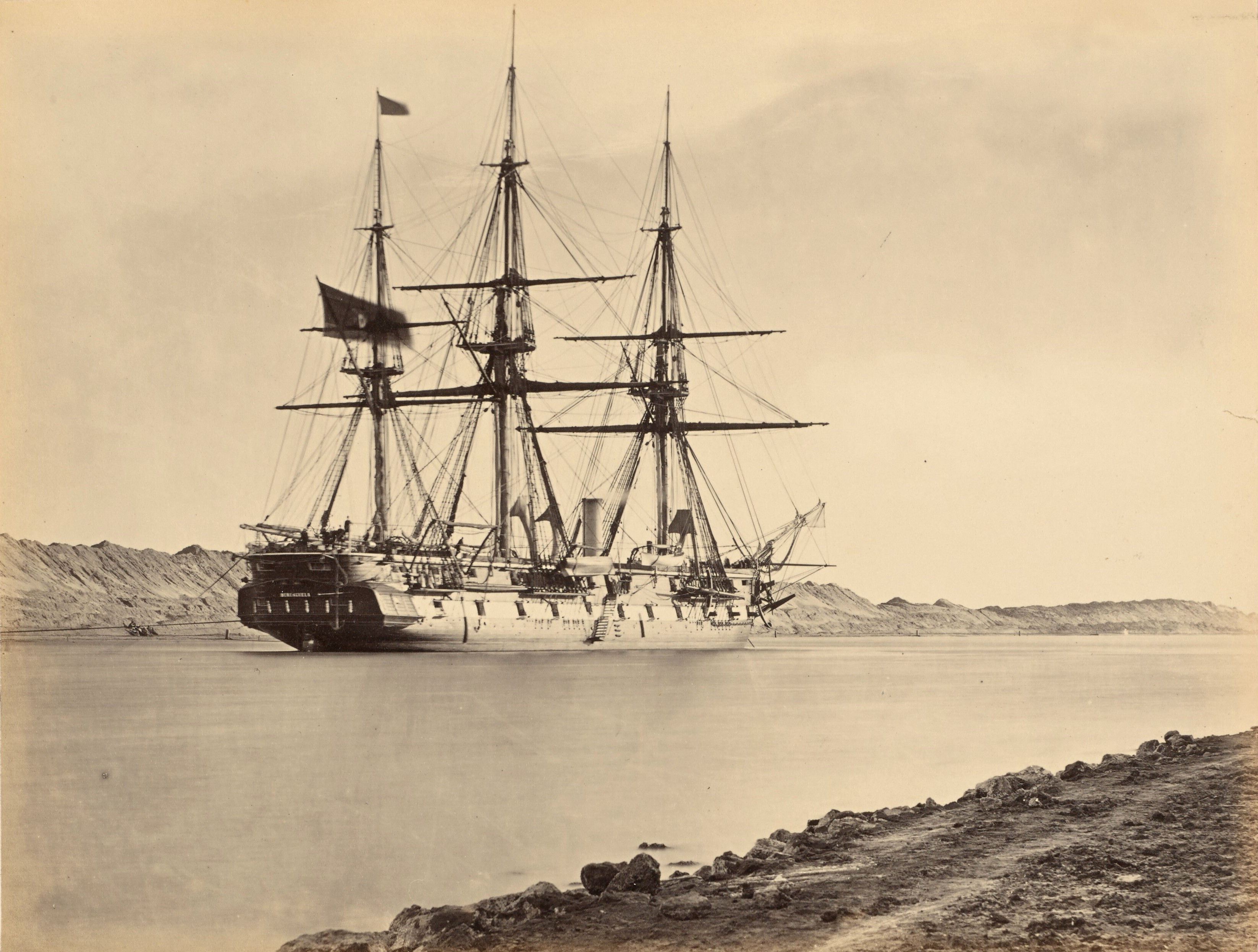
Военный корабль в Суэцком канале, около 1871 года
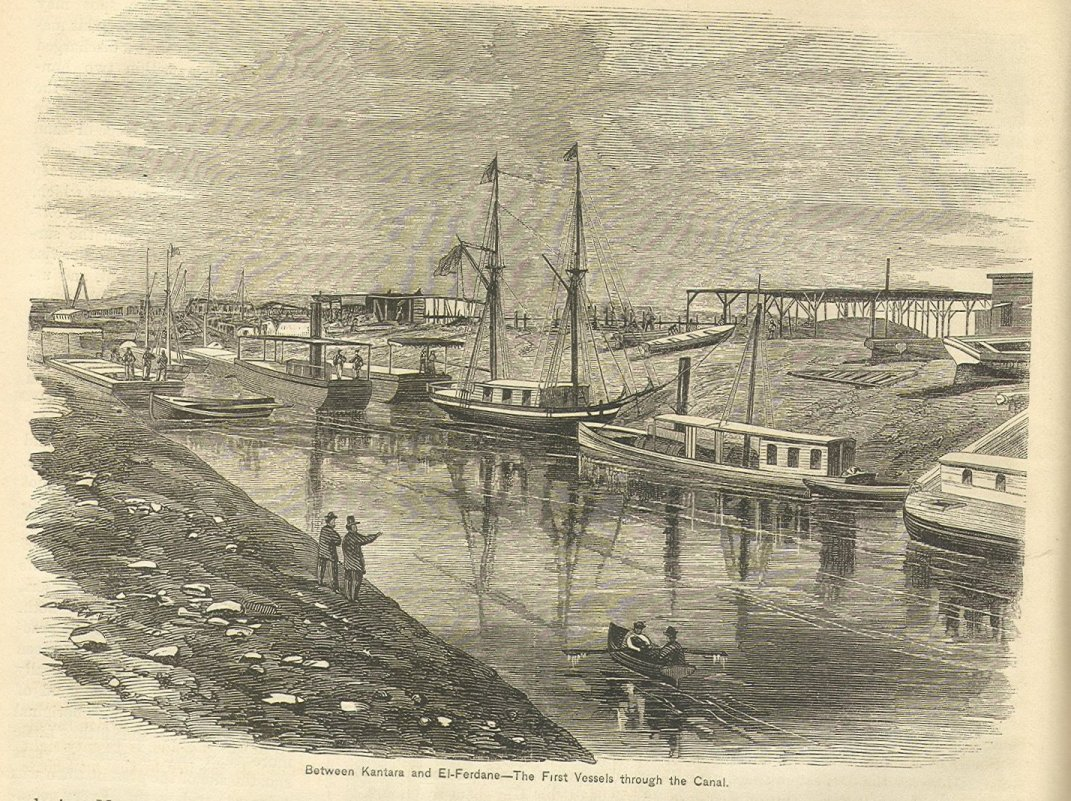
Одни из первых путешественников через канал, 1869

### Канал в XX веке

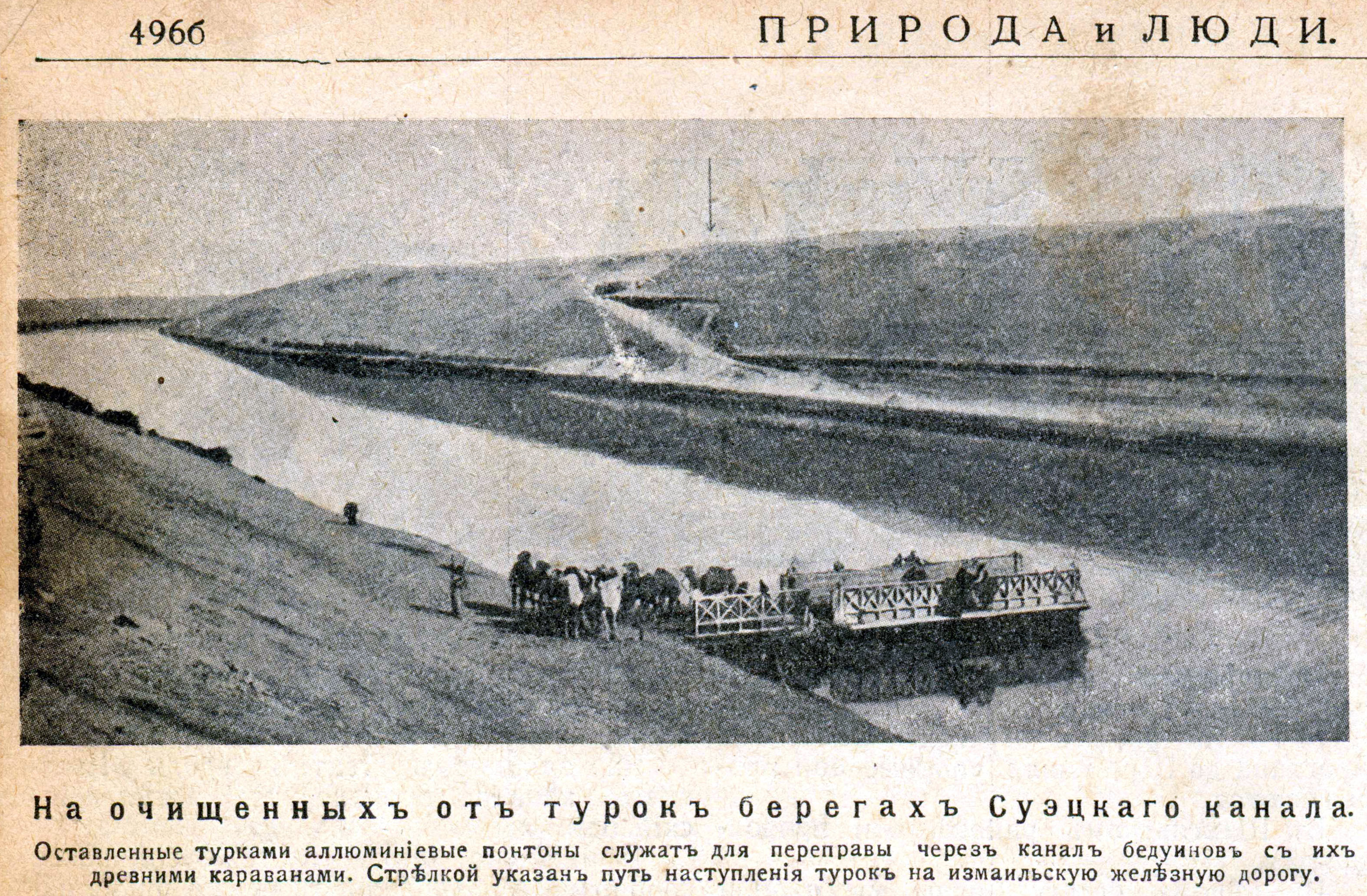
Алюминиевые понтоны, оставленные турецкой армией на Суэцком канале, 1915 год

В годы Первой и Второй мировых войн судоходство по каналу фактически регулировала Великобритания.
26 июля 1956 года президент Египта Гамаль Абдель Насер национализировал канал. Это привело к вторжению британских, французских и израильских войск и началу недельной Суэцкой войны 1956 года. Канал был частично разрушен, египтяне заблокировали его, затопив 47 различных кораблей, в итоге судоходство было закрыто до 24 апреля 1957 года, пока канал не был расчищен с помощью ООН. Миротворческие силы ООН были введены для поддержания статуса Синайского полуострова и Суэцкого канала как нейтральных территорий.
После Шестидневной войны 1967 года канал вновь был закрыт. В ходе следующей арабо-израильской войны 1973 года египетская армия успешно форсировала канал, но была разгромлена и бежала обратно. После окончания войны закрытый уже более восьми лет канал был разминирован силами ВМС США. В тралении подходов к Каналу, в Суэцком заливе, участвовали корабли Черноморского и 8-й оперативной эскадры Тихоокеанского флотов ВМФ СССР. Канал открыт для использования 5 июня 1975 года.
Суэцкий канал регулярно углубляли: с изначальных 7 метров до 14 метров в 1956 году, 15,5 метров в 1962 году, 19,5 метров в 1980 году и 24 метров в 2010 году. Также канал расширили с изначальных 120—130 до 300—365 метров.

## Современность
Суэцкий канал является одним из основных источников дохода Египта, наряду с добычей нефти, туризмом и сельским хозяйством. По данным Администрации Суэцкого канала, доходы от его эксплуатации в 2010 году составили 4,5 млрд долларов США, что делает его вторым по значимости источником наполнения бюджета Египта после туризма, который принёс 13 млрд долларов США.
Благодаря отсутствию перепада уровней морей, соединяемых каналом, и возвышенностей на его трассе он не имеет шлюзов. Канал позволяет проходить гружёным кораблям дедвейтом до 240 000 тонн, высотой до 68 метров и шириной до 77,5 метра (при определённых условиях). Некоторые супертанкеры не могут проходить через канал, другие — могут пройти, уменьшив осадку путем выгрузки части тоннажа на суда, принадлежащие каналу, и загрузки его обратно после прохождения канала. Канал имеет один фарватер и несколько участков для расхождения кораблей.
Глава Администрации Суэцкого канала Ахмед Али Фадель заявил, что очередной этап дноуглубительных работ завершён, и глубина канала составляет 66 футов (20,1 м). В дальнейшем планируется обеспечить прохождение супертанкерам с осадкой до 22 метров.
Египетская Администрация Суэцкого канала (Suez Canal Authority, SCA) сообщила, что по итогам 2009 года через канал прошло 17 155 судов, что на 20 % меньше, чем в 2008 году (21 170 кораблей). Для бюджета Египта это означало сокращение доходов от эксплуатации канала с 5,38 млрд долларов США в докризисном 2008 году до 4,29 млрд долларов США в 2009.
По словам главы Администрации канала Ахмеда Фаделя, в 2011 году через Суэцкий канал прошло 17 799 судов, что на 1,1 % меньше, чем годом ранее. При этом на транзите судов египетские власти заработали 5,22 млрд долларов (на 456 миллионов долларов больше, чем в 2010 году).
В декабре 2011 года власти Египта объявили, что тарифы за транзит грузов, не менявшиеся на протяжении последних трёх лет, с марта 2012 года вырастут на 3 %.
По данным 2009 года, около 10 % мировых морских сообщений проходит через канал. Проход по каналу занимает около 14 часов. В среднем за день по каналу проходят 48 судов.

### Реконструкция в XXI веке

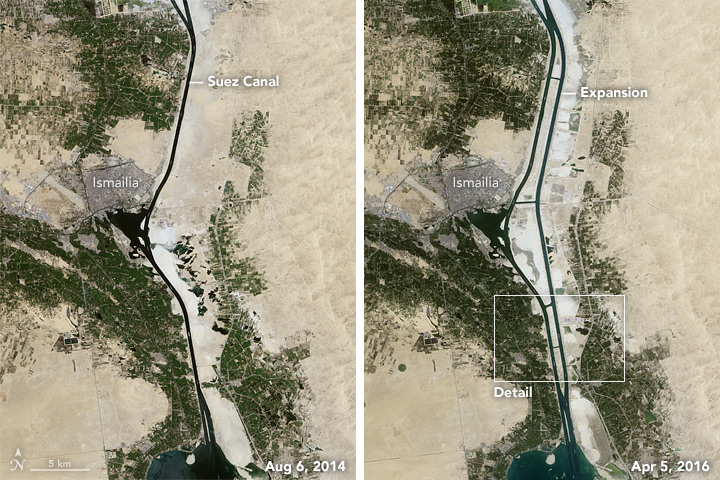
Старый и новый канал

В августе 2014 года началось строительство параллельного канала длиной в 72 километра, с тем чтобы обеспечить двустороннее движение судов. Пробная эксплуатация второй очереди канала началась 25 июля 2015 года. В строительстве активно участвовала армия страны. В финансировании участвовало население Египта.
Тем не менее, участки с односторонним движением судов сохранились.
6 августа 2015 года произошла торжественная церемония открытия нового Суэцкого канала. На церемонии присутствовали, в частности, президент Египта Абдул-Фаттах Ас-Сиси, прибывший к месту проведения мероприятия на борту яхты «Аль-Махруса». Эта яхта получила известность как первое судно, которое прошло в 1869 году через старый Суэцкий канал.
В настоящее время судно входит в состав ВМС Египта, являясь самым старым действующим морским судном страны, и, иногда, используется в качестве президентской яхты. Корабль уходит в море примерно три раза в год, но, обычно, только на одни сутки. Яхта была построена в 1865 году.
«Новый Суэц» проходит параллельно старому судоходному пути, проложенному 149 лет назад и являющемуся кратчайшим водным маршрутом между Индийским океаном и Средиземным морем. Новый канал, как и прежний, будет государственной собственностью.
Строительство финансировалось из внутренних источников. Египетское правительство выпустило облигации с доходностью 12 % годовых, и инвесторы раскупили их в течение всего восьми дней. Строительные работы велись круглосуточно при масштабном участии инженерных частей египетской армии.
На строительство дублёра Суэцкого канала ушел всего один год (хотя по оценкам должен был быть построен за три года). Реализация проекта обошлась Египту в 8,5 миллиардов долларов. Проект Нового Суэцкого канала состоял в расширении, углублении текущего тракта и создании параллельного тракта. Новое русло должно увеличить пропускную способность канала.
Цель проекта — обеспечить двустороннее движение судов. В дальнейшем, с юга на север они будут следовать по старому, а с севера на юг — по новому руслу. Таким образом, среднее время ожидания кораблей во время прохода по каналу должно уменьшиться в четыре раза, в то время, как его пропускная способность увеличится с 49 до 97 судов в день.
Кроме того, дублёр, как ожидается, повысит доход Египта к 2023 году от эксплуатации водного пути в 2,5 раза — до 13,2 миллиардов долларов с нынешних 5,3 миллиардов. Суэцкий канал обеспечивает 7 % мирового морского грузооборота, играет ключевую роль в снабжении Европы ближневосточной нефтью, а для Египта является вторым после туризма источником валютной выручки. В дальнейшем планируется создать рядом с каналом крупную перевалочную базу и промышленную зону. Ряд экспертов считают эти прогнозы излишне оптимистичными.

### Экономическая зона Суэцкого канала

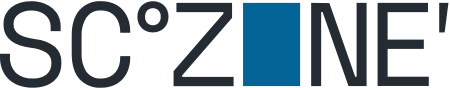
Logo особой экономической зоны SCEZ.

Экономическая зона Суэцкого канала (SCEZ) — особая экономическая зона вдоль берегов канала, создана (президент Абдель Фаттах ас-Сиси) в 2015 году.
Экономическая зона включает новую скоростную автомагистраль, соединяющую Порт-Саид с региональной сетью дорог, 7 туннелей под каналом, соединяющих Синайский полуостров с материковой частью Египта, сеть электроснабжения, сеть водоснабжения и телекоммуникаций.

### Авария контейнеровоза «Эвер Гивен»
В ночь на 24 марта 2021 года контейнеровоз Ever Given при движении по Суэцкому каналу, якобы по причине сильного бокового ветра, был развёрнут, в результате чего носовая и кормовая части судна углубились в левый и правый берега канала, заблокировав судно. В результате аварии движение по каналу было остановлено. По информации на 26 марта 2021 года, в очереди на прохождение через канал собралось более 150 других судов.
29 марта 2021 года судно было снято с мели.

## Соединение между берегами

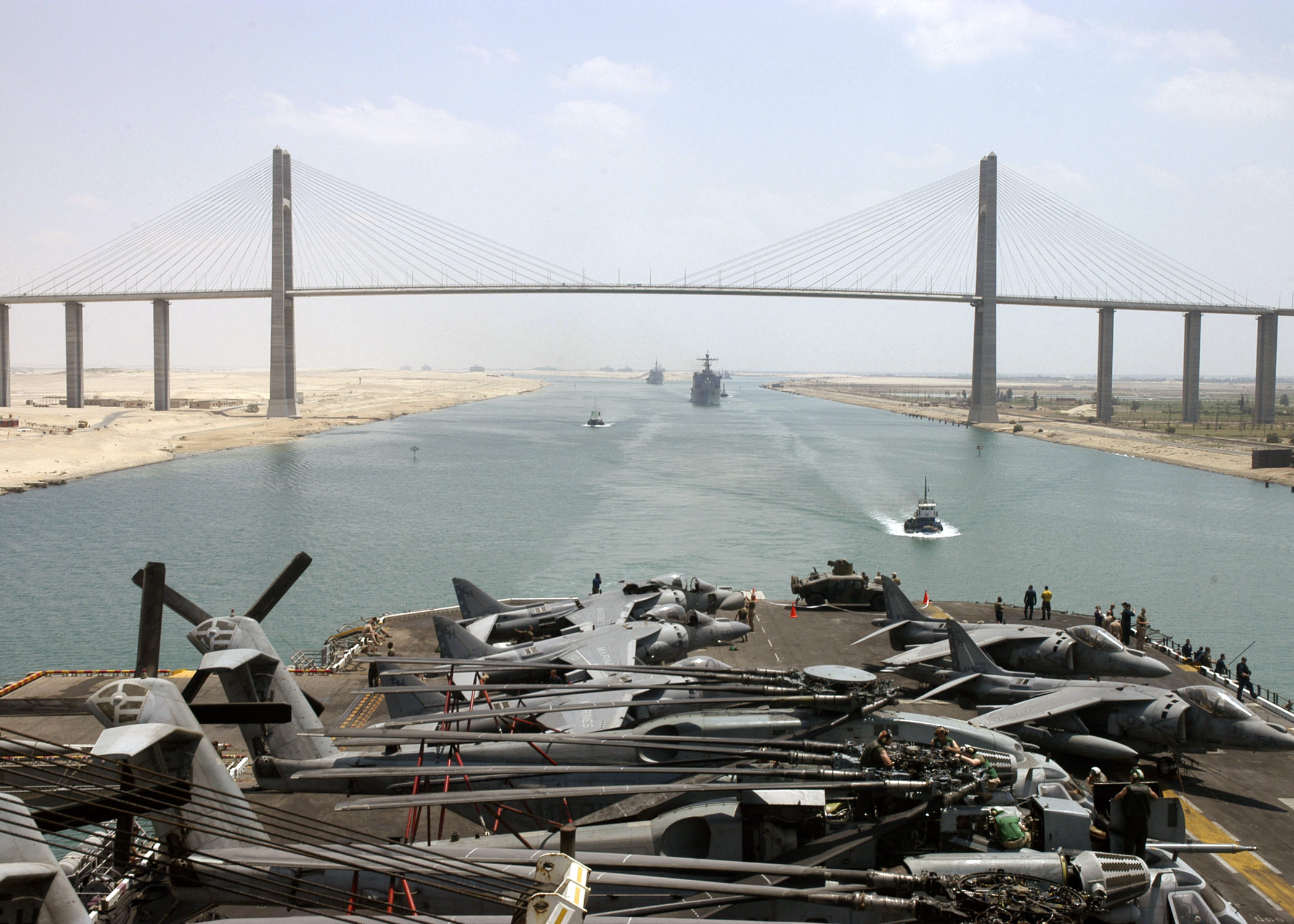
Автомобильный мост через Суэцкий канал

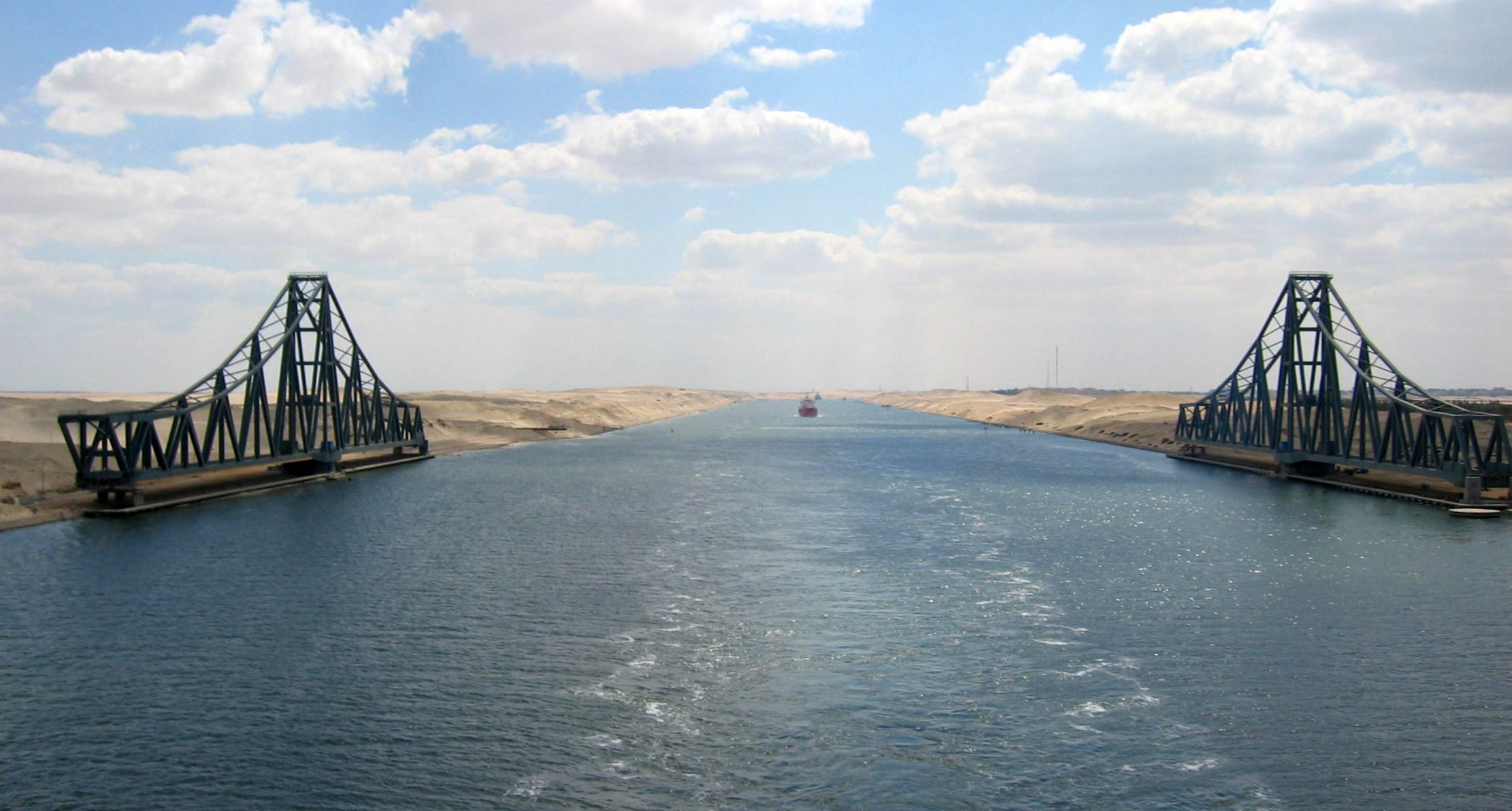
Железнодорожный мост Эль-Фердан

С 1981 года в районе города Суэц функционирует автомобильный туннель, проходящий под дном Суэцкого канала и соединяющий Синай и континентальную Африку. Помимо технического совершенства, позволившего создать такой сложный инженерный проект, данный туннель привлекает своей монументальностью, имеет огромное стратегическое значение и по праву считается достопримечательностью Египта.
В 1998 году в Суэце над каналом была построена линия электропередачи. Опоры линии, стоящие по обоим берегам, имеют высоту 221 метр и расположены в 152 метрах друг от друга.
9 октября 2001 года в Египте был открыт новый автомобильный мост на автотрассе, соединяющей города Порт-Саид и Исмаилия. В церемонии открытия моста принял участие тогдашний президент Египта Хосни Мубарак. До открытия виадука Мийо это сооружение было самым высоким в мире вантовым мостом. Высота моста составляет 70 метров. Строительство продолжалось 4 года, в нём принимали участие одна японская и две египетские строительные компании. Для широкой публики мост так и не был открыт. В настоящее время для проезда по нему необходимо иметь специальный пропуск, который могут получить только военные, представители спецслужб и государственные чиновники. Общественности это объяснено тем, что если при теракте мост будет разрушен, то его пролёт может перекрыть канал, что в свою очередь приведет к огромным убыткам.
В 2001 году было открыто движение по железнодорожному мосту Эль-Фердан в 20 км к северу от города Исмаилия. Это самый длинный в мире поворотный мост, две его поворотные секции имеют суммарную длину 340 метров. Предыдущий мост был разрушен в 1967 году во время арабо-израильского конфликта.

## Управление
Суэцким каналом до 1956 года управляла Компания Суэцкого канала, присоединённая к Администрации Суэцкого канала президентом Египта Гамаль-Абдель Насером.
Председателями SCA являлись:
- Бахгат Хелми Бадави (26 Июля 1956 Года — 9 Июля 1957)
- Махмуд Юнис (10 Июля 1957 — 10 Октября 1965 Года)
- Машхоур Ахмед Машхоур (14 Октября 1965 Года — 31 Декабря 1983 Года)
- Мохамед Адель Эззат (1 Января 1984 — Декабрь 1995 Года)
- Ахмед Али Фадель (22 Январь 1996 — Август 2012)
- Мохаб Мамиш (с августа 2012)